# Mampo
Mampo (em coreano: 만포시; romaniz.: Manp'o) é uma cidade da Coreia do Norte situada na província de Chagangue. Segundo censo de 2008, havia 82 631 habitantes.